# Per Bill
Per Otto Bill, född 13 februari 1958 i Uppsala (Helga Trefaldighet), är en svensk politiker (moderat), som var riksdagsledamot från Uppsala läns valkrets 1994–2015 och landshövding i Gävleborgs län från den 1 augusti 2015 till den 31 juli 2024.

## Biografi
Bill har en filosofie kandidatexamen i biologi och disputerade 1987 för en doktorsexamen i medicinsk vetenskap vid Uppsala universitet på en avhandling om karakterisering av antigener vid transplantationer.
En av Bills profilfrågor har varit invandrar- och flyktingpolitiken, där han arbetat för att förändra moderaternas politik i liberal riktning. Bill var förste vice ordförande av Näringsutskottet 2003–2006 och ledamot i Finansutskottet 1997–1998 samt i Utbildningsutskottet 1998–2003. Han var mellan 2006 och 2014 Konstitutionsutskottets vice ordförande. Bill lämnade Konstitutionsutskottet för Kulturutskottet efter valet 2014 då han utsågs till Moderaternas kulturpolitiska talesperson.
Fram till 2004 var Per Bill moderaternas alkoholpolitiske talesman. Han är (2019) vinskribent i branschtidningen Dina Viner och har medverkat som krönikör i magasinet Livets Goda.
Den 1 augusti 2015 utsågs han till landshövding i Gävleborgs län.

### Familj
Per Bill är gift med Louise Landerholm Bill (född 1967, moderat kommunalpolitiker i Uppsala) och tillsammans har de fyra barn.